# ایزیو
ایزیو (به فرانسوی: Izieu) یک کمون در فرانسه است که در ان (اوورنی-رون-آلپ) واقع شده‌است. ایزیو ۷٫۶۷ کیلومتر مربع مساحت دارد ۳۵۰ متر بالاتر از سطح دریا واقع شده‌است.